# Athos (Schiff, 1927)
Die Athos (II) war ein 1927 in Dienst gestelltes Passagierschiff der französischen Reederei Messageries Maritimes. Sie stand für die Reederei insgesamt 32 Jahre lang im Dienst und fuhr hierbei vorwiegend im Fernost-Dienst, aber auch als Truppentransporter sowie als Pilgerschiff. 1959 wurde das Schiff ausgemustert und in La Spezia abgewrackt.

## Geschichte
Die Athos entstand als Reparationszahlung an Frankreich nach dem Ersten Weltkrieg unter der Baunummer 392 in der Werft von AG Weser in Bremen und lief am 12. November 1925 vom Stapel. Nach der Übergabe an Messageries Maritimes am 2. Februar 1927 nahm sie am 25. März 1927 den Liniendienst auf der Fernost-Route auf.
1936 erhielt das Schiff eine Modernisierung sowie eine Maschinenüberholung. Am 10. Februar 1939 kollidierte es im Hafen von Shanghai mit dem japanischen Panzerkreuzer Izumo und beschädigte diesen am Bug.
Nach Ausbruch des Zweiten Weltkriegs diente die Athos zunächst als Truppentransporter für Frankreich. Nach der Eroberung Frankreichs durch die Deutsche Wehrmacht wurde das Schiff in Algier festgesetzt. Im März 1943 ging es an die United States War Shipping Administration und stand fortan als Truppentransporter USAT Athos im Einsatz. Während einer dieser Reisen, die das Schiff unter anderem nach Kapstadt, New York und in den Pazifik führten, verübten Anhänger des Vichy-Regimes eine Sabotage an der Maschinenanlage. Einer der mutmaßlichen Attentäter wurde in New York von Bord gebracht und verhaftet.
Nach Kriegsende wurde die Athos bei ihrer Rückkehr nach Europa im Dezember 1945 bei einem schweren Sturm schwer beschädigt. Das Schiff verlor mehrere Davits und Rettungsboote, erlitt Wassereinbruch durch zerstörte Fenster und Bullaugen und erlitt einen Ruderschaden. Zudem wurden Teile der Inneneinrichtung durch den starken Seegang zerstört. Auch nach seiner Rückkehr nach Frankreich wurde das Schiff zunächst weiter als Truppentransporter genutzt. Nach Umbauarbeiten und Modernisierungen in Marseille von Dezember 1949 bis Februar 1950 stand die Athos als Pilgerschiff zwischen Casablanca nach Dschidda im Einsatz. Seit 1957 wurde sie jedoch wieder als Truppentransporter genutzt und stand den Rest ihrer Dienstzeit zwischen Frankreich und Algerien im Einsatz. Ihre letzte Überfahrt beendete sie nach 32 Dienstjahren am 15. Juli 1959.
Im August 1959 ging die Athos zum Abbruch ins italienische La Spezia.